# Wiktor Sergejewitsch Konowalenko
Wiktor Sergejewitsch Konowalenko (russisch Виктор Сергеевич Коноваленко; * 11. März 1938 in Gorki, Russische SFSR; † 20. Februar 1996 in Nischni Nowgorod) war ein russisch-sowjetischer Eishockeytorwart.

## Karriere
Seine Karriere begann 1956 bei seinem Heimatclub Torpedo Gorki (heute Torpedo Nischni Nowgorod), hier stand er bis 1972 in 450 Spielen auf dem Eis. Während dieser Zeit war er auch Mitglied der sowjetischen Eishockeynationalmannschaft, mit der er bei neun Eishockey-Weltmeisterschaften acht Goldmedaillen und eine Bronzemedaille gewann. Darüber hinaus nahm er an zwei Olympischen Spielen teil und gewann beides Mal die Goldmedaille (1964 und 1968). Zum Ende seiner Karriere lernte er einen weiteren – damals noch jungen – Torwart an, Wladislaw Tretjak.
In seiner Heimatstadt wurde das Eisstadion, der „Konowalenko Sportpalast“, nach ihm benannt. 2007 wurde er für seine Verdienste mit der Aufnahme in die IIHF Hall of Fame geehrt. Bereits 1963 war er in die Russische und sowjetische Hockey Hall of Fame aufgenommen worden.